# خندق (تشاراويماق)
خندق (بالفارسية: خندق) هي مستوطنة تقع في تشارواماق الشرقية الريفية في إيران. يقدر عدد سكانها بـ 20 نسمة .